# Épisodes de Mr Bean
Cet article présente le guide des épisodes de la série télévisée Mr. Bean.

## Épisode 1:Mr. Bean
- Royaume-Uni : 1er janvier 1990

- Richard Briers
- Paul Bown
- Rudolph Walker
- Roger Sloman

L'examen : Mr. Bean se présente à un examen de mathématiques. Avant le commencement du contrôle, il exaspère son voisin en sortant de nombreux stylos et quelques personnages en jouet comme la Panthère rose et un réveille-matin. Il a révisé et étudié à fond la trigonométrie pour le devoir, mais il ne trouve dans l'enveloppe des sujets qu'un document sur le calcul, thème qu'il n'a pas du tout révisé. Il va ainsi passer une bonne partie des deux heures de l'examen à essayer de tricher sur son voisin, en ne réalisant pas jusqu'à la dernière minute qu'il y avait deux sujets au choix dans l'enveloppe, un sur la trigonométrie mais également un autre sur le calcul.
La plage : Mr. Bean va à la plage et essaye de mettre son maillot de bain tout en restant habillé parce qu'un homme assis sur un transat juste à côté de lui semble le regarder. Après avoir tant bien que mal réussi à passer son caleçon de bain sur son pantalon, Bean s'aperçoit que le fameux homme qui le regardait est en réalité aveugle.
- Cet épisode étant l'épisode pilote de la série, il a seulement été intitulé Mr. Bean aussi bien dans la version originale que dans la version française.
- C'est le seul épisode où la Mini de Bean est orange et non verte comme dans tous les autres épisodes de la série. En réalité, à la fin de celui-ci, on voit que sa voiture est détruite en tombant dans un ravin.
- L'épisode a été tourné le 28 août 1989.

## Épisode 2:Le Retour de Mr. Bean
- Royaume-Uni : 5 novembre 1990

Le magasin : Après avoir improvisé une petite danse pour parvenir à donner une pièce à un pauvre saxophoniste, Bean se rend dans un grand magasin où la plupart des choses sont en soldes. Après avoir réussi à traverser la parfumerie, il choisit tout un tas de chose qu'il teste avant : une brosse à dents, une serviette de bain, un économe, une poêle, et il prend le téléphone d'une vendeuse (vu que c'est le seul qui est branché). Arrivé à la caisse, un autre client lui prend sa carte bancaire par mégarde, Bean prend le portefeuille du client et échange les cartes pour récupérer la sienne, au moment où il réintroduit le portefeuille dans la poche arrière du client, celui-ci part et la main de Bean reste dans sa poche, forcé alors de suivre la personne jusque dans l'une des cabines des toilettes du magasin.
Le restaurant : Bean se rend, pour son anniversaire, au restaurant. N'ayant reçu aucune carte d'anniversaire, il décide de s'en écrire une et, quelques secondes plus tard, fait comme s'il venait de la découvrir. Il commande ensuite le plat le moins cher : un steak tartare. Après quelque petites péripéties, le steak arrive enfin, mais Bean s'aperçoit qu'il n'aime pas du tout et cherche à s'en débarrasser. N'osant pas dire qu'il n'aime pas, il fait disparaître son steak en mettant des morceaux un peu partout : dans un petit vase à fleurs, à l'intérieur d'un petit pain rond, sous l'assiette de l'addition, sous le sel, etc. Jusqu'à ce qu'un violoniste vienne lui jouer le thème de "Joyeux anniversaire" et qu'il garde la même note jusqu'à ce que Bean avale une bouchée du steak. Quand le violoniste est retourné, Bean recrache le morceau de viande dans le pantalon du violoniste, puis met le reste dans le sac de sa voisine de table. Il accuse par la suite le serveur qui l'a bousculé d'avoir gaspillé son steak. Il est finalement installé à une autre table et change de tête quand le serveur lui apporte un autre steak tartare.

## Épisode 3:Les Malheurs de Mr. Bean
- Royaume-Uni : 30 décembre 1990

La piscine : Bean se rend à la piscine, mais dès le parking, il est confronté à un problème, depuis sa voiture, il n'arrive pas à prendre le ticket pour ouvrir la barrière. Il sort alors une grande pince pour le prendre. Arrivé à la piscine, il remarque dès son arrivée les toboggans pour enfants en forme d'éléphants orange qu'il veut tester. Malheureusement pour lui, au moment de glisser, un maître nageur le lui interdit et lui demande de rejoindre le grand bassin. Là, il remarque immédiatement le grand plongeoir et s'empresse de monter les deux étages. Il décide de prendre le plongeoir du haut. Arrivé en haut, il s'aperçoit que c'est bien plus haut qu'il ne le pensait et se retrouve alors pris d'un terrible vertige. Malgré lui, il se retrouve coincé en haut puisque deux enfants sont également montés et attendent qu'il fasse son saut. Il décide finalement de plonger mais d'une façon plutôt étrange, puisqu'il y descend en arrière, n'ayant plus qu'une main accroché au plongeoir, il finit par lâcher prise puisque l'un des deux enfants lui écrase la main. Il atterrit dans le bassin, tête la première. Le temps qu'il retrouve ses esprits, il voit son slip de bain flottant dans l'eau et comprend alors qu'il est nu. Le temps qu'il aille le chercher, celui-ci est volé par une petite fille et Bean se retrouve alors totalement nu dans la piscine. Alors que la piscine ferme, il essaie de rester caché sous l'eau pour passer inaperçu puis décide de sortir du bassin quand la voie est libre. Il croise en chemin un groupe de filles qui l'effraie avant de rejoindre les vestiaires.
Le parking : De retour au parking de la piscine, Bean tente de sortir, mais la machine lui indique qu'il a dépassé l’horaire à laquelle il devait sortir, il doit alors payer. N'ayant pas vraiment envie de payer, il voit qu'une personne entre dans le parking par l'autre barrière, il accélère pour passer dessous avant qu'elle ne se ferme, mais il arrive trop tard. Il se gare alors à côté pour ne pas manquer de temps la prochaine fois. Malheureusement, personne n'arrive, alors il descend de sa voiture et mesure celle-ci par rapport à la barrière. Bien que ce soit une Mini, la voiture est plus haute que la barrière. Il se place alors devant la barrière, de telle sorte à pouvoir reprendre un billet, mais son poids n'est pas suffisant, même en sautant. Il place alors une poubelle devant la barrière et parvient à prendre un ticket et surtout à garder la barrière ouverte. Il sort sa voiture du parking, l'arrête devant la poubelle qu'il déplace ensuite pour libérer la sortie. Pris de malchance, une voiture arrive et prend un ticket, il se retrouve alors obligé de reculer et la barrière se referme avant qu'il ne parvienne à sortir. Finalement, il décide, face à la barrière, de reculer jusqu'au bout du parking et d'accélérer au moment où une voiture (le tricycle bleu) veut entrer dans le parking et le tricycle bleu se penche vers la gauche et Bean a réussi à sortir du parking.
Le banc public : Bean déjeune sur un parc en compagnie d'un homme. Il se fabrique son propre sandwich en coupant le pain avec des ciseaux, utilisant une carte bancaire pour étaler son beurre, lavant sa salade à la fontaine, l'essorant dans sa chaussette, tuant des poissons et poivrant le tout. Il tente de fabriquer son propre thé mais éternue et l'homme à côté de lui propose très gentiment un de ses sandwichs.
Le vélo et le feu rouge : Bean s'arrête à un feu rouge, ainsi qu'un vélo arrivant sur sa gauche. Ce dernier descend de son engin et le pousse à pieds pour passer le feu. Bean, surpris par le cycliste, descend de sa voiture et la pousse à son tour pour passer le feu sans attendre.
- Un seul acteur interprète à la fois le maître nageur et le voisin du parc.
- C'est le premier épisode où apparaît la fameuse voiture verte.
- Première apparition du personnage de la petite amie de Bean.

## Épisode 4:Mr. Bean va en ville
- Royaume-Uni : 15 octobre 1991

La télévision : Bean achète pour la première fois une télévision et il doit se déshabiller pour pouvoir la regarder. Quand enfin cela fonctionne, il se retrouve à court d'électricité, la pièce de son disjoncteur étant tombée.
Le parc : Bean se fait voler son appareil photo dans un parc. Il parvient cependant à piéger le voleur et à alerter une policière.
L'identification : Bean se rend au commissariat pour identifier le voleur grâce à un stratagème original.
La chaussure : Bean perd sa chaussure et il tente de trouver un soulier identique au sien.
Le club Phut : Bean se porte volontaire pour un spectacle de magie mais sa maladresse gâche tout.

## Épisode 5:Les Déboires de Mr. Bean
- Royaume-Uni : 1er janvier 1992

La voiture : Bean se réveille et découvre avec beaucoup de mal qu'il est en retard pour un rendez-vous chez le dentiste. N'ayant plus qu'un quart d'heure pour se rendre à son rendez-vous, il décide de prendre ses affaires et de partir en pyjama. Avant de monter en voiture, il prend une brique qu'il installe un peu plus tard sur la pédale d'accélération lui permettant d'avancer tout en s'habillant, il tourne le volant comme il peut. Arrivé devant chez le dentiste, il prend la place d'une autre voiture qu'il pousse.
Le dentiste : Bean parvient à arriver chez le dentiste à 9 h pile, mais ce dernier n'a pas encore terminé avec son patient. En attendant, Bean regarde si un livre l'intéresse dans la salle d'attente, seul le comic "Batman" qu'un jeune garçon est déjà en train de lire l'intéresse, comme ce dernier refuse de lui prêter, il utilise le vase à côté dont il renverse l'eau entre les cuisses du garçon faisant croire à sa mère qu'il n'a pas pu se retenir. Bean parvient alors à récupérer le comic, mais il est appelé dans le bureau du dentiste. Après s'être installé sur le siège et en avoir découvert les différentes fonctions, Bean utilise les accessoires du dentiste pour s'amuser, il aspire par exemple le café du dentiste avec l'aspirateur dentaire. Finalement, c'est par réflex qu'il anesthésie la jambe du dentiste qui lui-même s'assomme en faisant tomber un poteau. Bean, ennuyé, décide de se débrouiller tout seul et se guérit les dents tout seul, ne sachant plus quelle dent est malade, il se passe la fraise sur toutes les dents. C'est au moment où le dentiste se réveille qu'il s'en va, fier de son travail.
- Première apparition de Teddy l'ours en peluche.

## Épisode 6:Les Nouvelles Aventures de Mr. Bean
- Royaume-Uni : 17 février 1992

Le malaise : Bean tente d'aider un homme qui a fait un malaise mais les choses empirent.
La boîte aux lettres : Bean essaie de poster une lettre et finit par se retrouver enfermé dans une boîte aux lettres.
Le voyage : Bean prépare son départ en vacances.
Le train : Bean tente d'échapper à un homme qui rit très fort et l'empêche de se concentrer.

## Épisode 7:Joyeux Noël, Mr. Bean
- Royaume-Uni : 29 décembre 1992

La crèche : Bean achète des bricoles pour Noël et reste distrait par une crèche.
La fanfare : Bean prend en charge une collecte de fond en forçant un petit pickpocket à se délester de son larcin composé d'argent et de bijoux. Bean remplace le chef de la fanfare alors que ce dernier se rend à sa voiture afin d'y déposer la collecte, essayant par la même occasion quelques bijoux.
La dinde Pour le réveillon, Bean a invité Irma, mais en farcissant la dinde, il perd accidentellement sa montre dans cette dernière et se retrouve la tête coincée dedans, Irma arrive à l'en extirper mais ce faisant, la dinde passe à travers la fenêtre causant probablement un accident de voiture. Le soir, les deux amis partagent des sandwiches. Quand vient le moment des cadeaux, Bean reçoit une splendide maquette de bateau et offre à Irma le tableau d’un jeune couple, ce qui peine Irma qui s’attendait à une bague, Bean tente de se racheter en lui présentant un écrin qui contient un crochet pour fixer le tableau. Exaspérée, Irma part et semble quitter Bean pour de bon.
- Dernière apparition d'Irma Gobb.
- Troisième apparition de Teddy l'ours en peluche (il apparaît dès l'épisode 5).
- Nouvel appartement pour Mr Bean
- Les titres apparaissent maintenant sur fond noir.

## Épisode 8:Mister Bean: Chambre 426
- Royaume-Uni : 17 février 1993

Le voisin Mr Bean s'offre un séjour à l'hôtel et il rentre en quasi compétition avec son voisin. Après avoir réaménagé la chambre, il constate qu'il n'a pas de salle de bains et décide de voler celle du voisin. Ensuite, il a une aventure avec des escaliers.
Les huîtres : Bean se rend au restaurant et retrouve son voisin, il se met à le narguer en prenant les mêmes plats que lui au buffet et en les avalant à toutes vitesse comme si c’était une compétition alors que son voisin reste ahuri, après avoir enchaîné plusieurs assiettes, Bean attaque des huîtres mais découvre qu’elles sont périmées, le sketch se conclut sur un plan de la chambre de Bean remplie de médicaments.
- Premier épisode où l'histoire se déroule uniquement dans un seul lieu.

## Épisode 9:À la fortune du pot, Mr. Bean
- Royaume-Uni : 10 janvier 1994

Le réveillon : Bean passe la soirée de la Nouvelle Année en compagnie de deux amis, qui sont invités chez lui le 31 décembre 1993 pour le réveillon de la nouvelle année 1994 au 1er janvier. Il a confectionné quatre chapeaux en papier journal, un pour lui avec un B, un pour son ami moustachu avec un H, un pour son ami portant des lunettes avec la lettre R et un pour son ours en peluche avec un T comme Teddy. Mr Bean n'ayant pas assez de bretzels, il sert à ses amis des petites branches d'arbre avec de la Marmite Yeast Extract et de la nourriture pour oiseaux. Il n'a plus de vin, il sert alors à ses amis du vinaigre mélangé à du sucre. Pour la musique, Mr Bean a allumé la radio. Mr Bean et ses amis sont assis sur des chaises, grignotent, boivent et ne font rien d'autre. M. H et M. R sont déçus de l'ambiance et décident d'avancer l'heure de la pendule de Mr Bean pour lui faire croire que la nouvelle année est là et donc partir plus tôt pendant qu'il est dans sa cuisine. Minuit sonne, Mr Bean n'y voit que du feu et célèbre la nouvelle année avec M. H, M. R et Teddy. M. H et M. R font semblant d'avoir sommeil pour partir. Ils reprennent leurs blousons et leurs écharpes et sortent de l'appartement de Bean, très triste à l'idée de voir ses amis partis. M. H et M. R enlèvent vite leurs chapeaux quand ils voient deux jeunes femmes les regarder en rigolant et en entrant chez le voisin de palier de Mr Bean où se déroule une vraie fête avec musique, lumières, boissons, ballons. M. H et M. R vont eux aussi à la fête. Mr Bean, lui est au lit avec son ours Teddy. Lorsqu'il entend « Twelve, eleven, ten, nine, eight, seven, six, five, four, three, two, one, Happy New Year!!! », et qu'il regarde son réveil indiquant minuit (sa pendule avancée par M. H et M. R indique 1 h 40 du matin), il comprend qu'il s'est fait avoir, d'autant plus qu'une personne provenant de la fête voisine crie, quelques secondes plus tard, Three cheers for Rupert and Hubert (Bonne année à nos nouveaux amis Hubert et Rupert dans la version française). 
Le fauteuil : Bean fait ses courses de Nouvel qui ensuite conduit sur le toit de sa voiture.
- La scène où Bean découpe la photo du prince Charles a été modifiée après la mort de Diana.

## Épisode 10:Attention au bébé, Mr. Bean
- Royaume-Uni : 25 avril 1994

- Teddy n'apparaît pas dans cet épisode.
- C'est le seul épisode à avoir une seule séquence.

## Épisode 11:Mr. Bean retourne à l’école
- Royaume-Uni : 26 octobre 1994

La visite : Bean revisite une école, arrivé sur le parking, il remarque une voiture d’exposition exactement semblable à la sienne et échange les 2 voitures pour garer la sienne, il s'improvise ensuite soldat. Puis, il cause du grabuge dans une classe de chimie et le garçon devient tout bleu.
Le générateur de van der Graaf :  Mr Bean a voulu jouer au générateur de Van de Graaff. Mais cela n’a pas fonctionné et il a lui même absorbé l’électricité statique. Quand Bean a saisi un prospectus il a voulu s’en débarrasser en le donnant à une jolie jeune femme. L’électricité statique a finalement atterri chez la jeune femme tout en rouge portant une belle robe avec un dépliant. Sa robe s’était soulevée entièrement exposant d’abord son joli caleçon blanc à motifs. Elle a été déshabillée publiquement. Tout le public de l’école a donc pu voir le caleçon de la femme et ses jambes nues. La pauvre jeune femme ayant subi des moqueries et ayant été humiliée publiquement n’arrivant pas à redescendre sa robe, 2 autres femmes sont venues à son secours et ont dû la déshabiller en la laissant en sous-vêtements. Le professeur de dessin en a donc profité pour en faire son modèle nu par la suite.
Le dessin et le judo : Bean se rend à un cours de dessin, il doit dessiner un saladier de fruits mais il si prend tardivement et ne se rend pas compte qu’ils ont changé de modèle et doivent dessiner un modèle de femme nue, lorsque la prof vient voir le dessin de Bean, qui en est encore au saladier, elle croit que les fruits représentent le visage du modèle nu : une banane superposée sur deux abricots représente le nez sur les yeux, lorsque Bean voit le modèle nu, il est choqué de voir la femme à qui il a accidentellement soulevé la belle robe rouge et s’efforce de ne pas la regarder puis se rend au fond de la classe pour fabriquer un soutien-gorge dans l'atelier de poterie. Le modèle nu est la femme qui a eu sa jupe soulevée par l’électricité statique. Les 2 femmes qui l’ont aidée ont dû déshabiller de force la pauvre femme publiquement. Il reprend son dessin et le rend à la prof tout fier. Puis il se rend à un cours de judo et gagne son combat grâce à sa maladresse. Il se fait voler accidentellement son pantalon qui est accroché dans les vestiaires et essaye de le récupérer alors que le monsieur qui l’a pris était aux toilettes pour hommes.
- Teddy n'apparaît pas dans cet épisode.
- Dernière apparition de la voiture jusqu'à Bonne nuit, Mr. Bean

## Épisode 12:Le Mini-Golf de Mr. Bean
- Royaume-Uni : 20 septembre 1995

Le lavomatique : Bean part faire sa lessive mais au lieu de vêtements il met plusieurs ustensiles bizarres comme un haut de lampe, son tapis ou encore son ours Teddy (il lui donne une paille pour respirer comme un tuba de plongée), il ajoute à la suite 6 paires de slips blancs identiques correspondant à un jour spécifique de la semaine mais en se rendant compte qu’il porte le mauvais jour sur lui, il se change en plein public devant une femme, en se rhabillant, il enfile la jupe longue de la femme au lieu de son pantalon que cette dernière vient de mettre à laver dans sa machine, il devient la cible d’un client pervers qui l’humilie et se moque de lui, pour se venger, Mr Bean lui tend un piège en échangeant son gobelet d'assouplissant contre un gobelet de café noir (cela lui coûte cependant le prix de boire la lessive lorsque le gars commence à avoir des doutes). Après cela, Bean récupère ses affaires qui ont mal supporté le lavement, en particulier Teddy qui a été rétréci et pour finir en beauté, Bean se retrouve enfermé dans le sèche-linge de la femme en voulant reprendre son pantalon.
- Les titres des épisodes apparaissent dès le début.

## Épisode 13:Bonne nuit, Mr. Bean
- Royaume-Uni : 31 octobre 1995

L'hôpital : Bean se rend à l'hôpital car sa main est coincée dans une théière. Assis dans la file d’attente, il jette la poupée d'une petite fille et provoque un combat entre deux hommes puis il se met à agir de façon sans-gêne en volant la place d'un monsieur âgé et en narguant sa voisine qui a tout le corps plâtré : il s’amuse à bouger sa tête, ses mains et ses pieds avec énergie et souplesse, il ajoute même un zéro sur le ticket d’un enfant dont la tête est coincée dans une casserole pour le faire patienter encore plus, il obtient cependant un certain karma car toute la file se moque de lui en voyant l’état particulier de sa main. Il essaye ensuite de passer devant tout le monde en retournant la machine qui affiche les numéros et en volant le numéro de la fille plâtrée, mais son action se retourne contre lui car la femme l’empêche de passer quand vient son tour et la machine est remise à l’endroit. alors que Bean s’endort, la fille récupère le ticket quand celui-ci lui tombe des mains. Après avoir piqué une crise de nerfs, il se retrouve avec l’autre main coincée dans une poubelle et doit alors prendre un autre ticket avec sa bouche, pendant que les deux hommes recommencent à se battre.
Le garde : Bean a acheté un nouvel appareil photo et s’amuse à photographier tout ce qu’il voit : une poubelle, la statue d’un ange (dont il recouvre les parties génitales avec des déchets), il tente ensuite de se faire photographier avec un garde royal et profite de son immobilisme pour le déguiser, en lui astiquant les boutons en or de son uniforme ainsi que son arme, lui attachant des fleurs à sa ceinture blanche, lui posant une « couronne de gui » sur son haut de tête et en collant sur le haut des pédales qui forment des yeux et un sourire, il ajoute Teddy sur l’épaule. Mais la photo est ruinée lorsqu’on entend une voix au loin qui interpelle les soldats pour qu’ils rentrent.
- Mr Bean a un nouvel appartement. On le voit car la chambre est désormais isolée du reste des autres pièces.
- Première apparition de la voiture depuis Mr. Bean retourne à l’école (après une absence d'un épisode.)
- Bien que rétréci dans l'épisode précédent, Teddy apparaît ici sous sa forme originale.

## Épisode 14:Mr. Bean coiffé au poteau
- Royaume-Uni : 15 novembre 1995

Le coiffeur : Bean part se faire couper les cheveux et s'improvise coiffeur en accueillant trois clients.
La kermesse : Bean participe à une kermesse.

## Épisode 15:Les meilleurs moments de Mr. Bean
- Royaume-Uni : 15 décembre 1995